# Jules Brunet
Jules Brunet (2 de enero de 1838-12 de agosto de 1911) fue un militar francés que sirvió al Shogunato Tokugawa durante la Guerra Boshin en Japón. Enviado originalmente a Japón como instructor de artillería con la Primera misión militar francesa en Japón, se negó a abandonar el país tras la derrota del shōgun, y desempeñó un papel destacado en la República separatista de Ezo y su lucha contra las fuerzas de la Restauración Meiji. Tras la derrota de la rebelión, regresó a Francia, luchó en la guerra franco-prusiana y más tarde alcanzó el rango de general de división y trabajó para el Ministerio de Guerra.

## Primeros años y carrera
Brunet nació en Belfort, en la región de Alsacia, al este de Francia. Era hijo de Jean-Michel Brunet, médico veterinario del ejército. En 1855 comenzó su formación militar tras ser admitido en Saint-Cyr, que abandonó dos años después para ingresar en la École Polytechnique. Con el puesto 68 de 120 de su promoción, Brunet ingresó en la artillería y completó su formación en la escuela de artillería de Metz, donde destacó en sus estudios y se graduó en cuarto lugar de su curso, en 1862.
Poco después de graduarse, Brunet fue enviado a servir en la invasión francesa de México. Como subteniente del regimiento de artillería montada de la Guardia Imperial, sirvió con distinción durante toda la guerra, especialmente durante el Sitio de Puebla en 1863, por lo que fue condecorado por el emperador Napoleón III con la Cruz de la Legión de Honor. Fue ascendido a capitán de artillería en 1867, y luego fue Caballero de la Legión de Honor. Durante su estancia en México, Brunet pudo realizar varios croquis de dibujo rápido, muchos de los cuales fueron publicados por los periódicos franceses para ilustrar la guerra.

## Misión a Japón
En 1866, el gobierno francés decidió enviar un grupo de asesores militares a Japón para ayudar a modernizar el ejército del Shogun. Por su destacada actuación en la escuela de artillería y en la guerra de México, Brunet fue la principal elección para el cuerpo de artillería de la misión. Fue especialmente recomendado a Napoleón III por el funcionario Émile de Nieuwerkerke, quien también destacó las habilidades de Brunet para el dibujo y su "grandísimo deseo de estar al frente de una misión militar en Japón". Con 28 años, Brunet fue uno de los oficiales más jóvenes seleccionados para la misión.
La misión estaba compuesta por quince miembros, entre ellos cinco oficiales, y estaba dirigida por el capitán Charles Chanoine. El 3 de noviembre de 1866 finalizaron todos los preparativos y días después la misión partió hacia Japón a bordo del Péluse. Llegaron en enero de 1867 y entrenaron a las tropas del Shogun durante aproximadamente un año. Durante su estancia en Japón, Brunet fue ascendido a capitán (agosto de 1867). Después, el Shogun, en 1868, fue derrocado en la Guerra Boshin y el Emperador Meiji fue restaurado nominalmente en el poder.
A finales de septiembre de 1868, la misión militar francesa recibió la orden de su gobierno de abandonar Japón. El capitán Chanoine dispuso que la misión abandonara Japón a bordo de dos barcos, que zarparían el 15 y el 28 de octubre. Brunet, sin embargo, optó por quedarse en Japón y permanecer fiel al bando de Shogun en la guerra. Decidió ayudar al Ōuetsu Reppan Dōmei, conocido como la "Alianza del Norte", en su resistencia contra la facción imperial. Renunció al ejército francés el 4 de octubre, informando al ministro de Guerra Adolphe Niel de su decisión en una carta:
"Tengo el honor de presentarle mi dimisión del grado de capitán; declaro que a partir de este 4 de octubre de 1868, renuncio a las prerrogativas del cargo de oficial de artillería del ejército francés".
En otra carta, dirigida al propio Napoleón III, Brunet explica el plan de la alianza, así como su papel en ella:
"Una revolución obliga a la Misión Militar a regresar a Francia. Solo me quedo, solo deseo continuar, en nuevas condiciones: los resultados obtenidos por la Misión, junto con el Partido del Norte, que es el partido favorable a Francia en Japón. Pronto se producirá una reacción, y los Daimyos del Norte me han ofrecido ser su alma. He aceptado, porque con la ayuda de mil oficiales y suboficiales japoneses, nuestros alumnos, puedo dirigir a los 50.000 hombres de la Confederación [...]".
El 4 de octubre, día de su dimisión, Brunet abandonó el cuartel general francés de Yokohama con el pretexto de ir a visitar el arsenal franco-japonés de Yokosuka. En lugar de ello, se dirigió a la flota del Shogunato anclada frente a Shinagawa, en la Bahía de Tokio, donde se reunió con André Cazeneuve, un compatriota que seguía siendo leal al Shogun.

## Guerra Boshin
Brunet participó activamente en la Guerra del Boshin. Él y Cazeneuve estuvieron presentes en la Batalla de Toba-Fushimi, cerca de Osaka, en enero de 1868 (antes de que la misión fuera retirada a Francia). Tras esa victoria imperial, Brunet, Cazeneuve y el almirante del Shogun, Enomoto Takeaki, huyeron a Edo (actual Tokio) en el buque de guerra Fujisan.
Cuando Edo también cayó en manos de las fuerzas imperiales, Enomoto y Brunet escaparon, dirigiéndose primero a Sendai y luego a la isla norteña de Hokkaidō (entonces conocida como Ezo). Allí capturaron rápidamente la ciudad portuaria de Hakodate, el 26 de octubre de 1868, y a finales de año Enomoto y sus aliados habían proclamado la República independiente de Ezo. Brunet se convirtió en el ministro de Asuntos Exteriores de facto del gobierno de Ezo. Invitó a los diplomáticos extranjeros y se encargó de las negociaciones de apertura con las potencias extranjeras, ya que el estado de Ezo buscaba el reconocimiento internacional, y se encargó de redactar anuncios en francés para sus compañeros que luchaban en la rebelión.
Brunet también ayudó a organizar el ejército de Ezo, bajo un liderazgo híbrido franco-japonés. Ootori Keisuke era el comandante en jefe y Brunet el segundo al mando. Cada una de las cuatro brigadas estaba comandada por un oficial francés (Fortant, Marlin, Cazeneuve y Bouffier), y los oficiales japoneses comandaban cada media brigada. La última resistencia de las fuerzas del Shogun/Ezo fue la Batalla de Hakodate. Las fuerzas de Ezo, que contaban con 3.000 soldados, fueron derrotadas por 7.000 tropas imperiales en junio de 1869. En una interesante posdata de su participación en la Guerra de Boshin, Brunet habló muy bien del vicecomandante del Shinsengumi Hijikata Toshizō en sus memorias. Elogiando la capacidad de Hijikata como líder, dijo que si el hombre hubiera estado en Europa, seguramente habría sido un general.

## Regreso a Francia y carrera posterior
Brunet y los demás consejeros franceses fueron buscados por el gobierno imperial, pero fueron evacuados de Hokkaidō por la corbeta francesa Coëtlogon, comandada por Abel Bergasse du Petit Thouarss). En Yokohama fueron arrestados por el nuevo plenipotenciario francés en Japón, Maxime d'Outrey, y luego llevados a Saigón por el Dupleix. Brunet regresó entonces a Francia. El nuevo gobierno japonés pidió que Brunet fuera castigado por sus actividades en la Guerra de Boshin, pero sus acciones habían obtenido el apoyo popular en Francia y la petición fue denegada.
Tras recibir una leve condena en su país de suspensión durante seis meses, Brunet se reincorporó al ejército francés en febrero de 1870, con sólo una ligera pérdida de antigüedad. Durante la guerra franco-prusiana de 1870-1871 se distinguió en las batallas de Spicheren, Mars-la-Tour y Gravelotte. Fue hecho prisionero en el sitio de Metz. Tras la guerra, Brunet desempeñó un papel clave como miembro del Ejército de Versalles en la supresión de la Comuna de París. En agosto de 1871 visitó la Real Escuela de Ingeniería Militar del Reino Unido, y ese mismo año fue nombrado oficial de la Legión de Honor y asignado como ayudante de campo del Ministro de Guerra, Ernest Courtot de Cissey.
En 1879, Brunet recibió el ascenso a jefe de escuadra y fue nombrado agregado militar en Roma. Como coronel, dirigió el 11.º Regimiento de Artillería entre 1887 y 1891. Ascendido a general de brigada en diciembre de 1891, dirigió la 48.ª Brigada de Infantería entre 1891 y 1897, y después la 19.ª Brigada de Artillería. En 1898, Chanoine, su antiguo oficial superior en la misión de Japón, a la sazón ministro de la Guerra, nombró a Brunet su jefe de gabinete y le ascendió a general de división.
En enero de 1903, Brunet se retiró a la reserva del ejército. Tras un largo periodo de enfermedad, falleció en Fontenay-sous-Bois, el 13 de agosto de 1911.

## Rehabilitación en Japón
El antiguo aliado de Brunet, el almirante Enomoto, se unió al gobierno imperial y se convirtió en ministro de la Armada Imperial Japonesa. Gracias a la influencia de Enomoto, el gobierno imperial no solo perdonó las acciones de Brunet, sino que le concedió medallas en mayo de 1881 y de nuevo en marzo de 1885, entre ellas la Orden del Sol Naciente. En 1895, Brunet fue nombrado Gran Oficial de la Orden del Sagrado Tesoro.